# Загублений хлопчик
Загублений хлопчик (англ. Little Boy Lost) — перший сегмент 4-го епізоду 1-го сезону телевізійного серіалу «Зона сутінків».

## Сюжет
Молода талановита жінка-фотограф Керол Шелтон повідомляє своєму хлопцеві Грегу, що їй запропонували престижну роботу за фахом. Грег починає сильно нервувати, оскільки він має намір одружитися з Керол та створити сім'ю, натомість вона дає зрозуміти, що майбутня робота є для неї не менш важливою, ніж щасливе спільне майбутнє зі своїм супутником. Тепер їй доводиться робити нелегкий вибір між престижною високооплачуваною роботою, що передбачає тривалі відрядження в різні регіони світу, та сімейним життям — враховуючи специфіку посади, третього варіанту в неї не може бути в принципі. Одного разу вона зустрічає маленького хлопчика на ім'я Кенні та пропонує йому прогулятися по зоопарку та провести фотосесію з ним. Після того, як були зроблені кадри, Керол пропонує створити копії фотографій та подарувати їх Кенні, однак хлопчик раптово стрибає на свій скейт та швидко зникає, навіть не попрощавшись з новою знайомою.
У п'ятницю, проявивши плівку та зробивши фотографії з хлопчиком, Керол заходить до Грега та повідомляє йому, що все-таки обирає роботу. Визирнувши після цього у вікно, вона бачить Кенні, який стоїть на вулиці та дивиться на неї знизу. Проте, глянувши у вікно вдруге, вона помічає, що хлопчика на тому місці вже нема. Повернувшись назад до свого помешкання, Керол дивується, побачивши Кенні, що чекає на неї прямо в її квартирі. Хлопчик натяками дає жінці зрозуміти, що вона зробила неправильний вибір, а коли Керол починає ставити йому запитання, тікає з її помешкання. Через деякий час Керол наздоганяє Кенні в парку, розташованому через вулицю від будинку, де вона проживає. Після нетривалої розмови жінка робить правильний висновок, що Кенні — це дитина, яка могла б бути її сином, якби вона все-таки віддала перевагу одруженню з Грегом. Жінка запевняє Кенні, що хоче, щоб він був її сином у майбутньому, на що хлопчик відповідає, що, якщо в неї буде дитина надалі, то це буде не він. Після цього Кенні зникає назавжди, промовивши наостанок «Бувай, мамо». Таким чином Кенні залишається у паралельному вимірі, не ставши реальністю в житті фотографа Керол та її нареченого.

## Оповіді

### Початкова оповідь
«Керол Шелтон. Фотограф. Сучасна жінка зі старою, як світ, проблемою: вона може обрати художнє поєднання світла та тіні, закарбувавши на плівці людський біль або радість, але їй, як і всім нам, іноді дуже важко обрати, яким шляхом піти, особливо якщо цей шлях веде у непроглядну тінь зони сутінків».

### Заключна оповідь
«Пісня незаспівана. Бажання не здійснилося. Навіть тримаючи мрію в кишені, можна відчувати холод непоправної втрати, та згасати, згасати. Будь-яке рішення, не важливо, правильне чи ні, відмітає тисячі інших альтернатив. Заради завтрашнього дня іноді доводиться забути про серце. Для Керол Шелтон буде ще багато завтрашніх днів, багато радощів, та, як і раніше, згасання, згасання. В один хвилюючий момент їй була надана можливість створити фотографії альтернативного майбутнього, фотографії, які назавжди залишаться непроявленими в пітьмі зони сутінків».

## Ролі виконують
- Сізон Хаблі — Керол Шелтон
- Ніколас Сарові — Грег
- Скотт Ґраймс — Кенні
- Ненсі Кайс — домогосподарка

## Цікаві факти
- Акторка Ненсі Кайс, що зіграла роль домогосподарки, є колишньою дружиною режисера епізоду Томмі Лі Воллеса.
- Епізод був створений як своєрідний «внутрішній жарт» над епізодом «Загублена дівчинка» оригінальної «Зони сутінків», знятим у 1962 році.
- Епізод знято у Гріффін-Парку та Студіо-Сіті, що в окрузі Лос-Анджелес.

## Реліз
Прем'єрний показ епізоду відбувся у Великій Британії 18 жовтня 1985.